# 斯科茨堡 (伊利諾伊州)
斯科茨堡（英語：Scottsburg）是位於美國伊利諾伊州麥克多諾縣的一個非建制地區。該地的面積和人口皆未知。

## 地理
斯科茨堡的座標為40°33′14″N 90°35′37″W / 40.55389°N 90.59361°W，而該地的平均海拔高度為202米（即663英尺）。